# Line 6

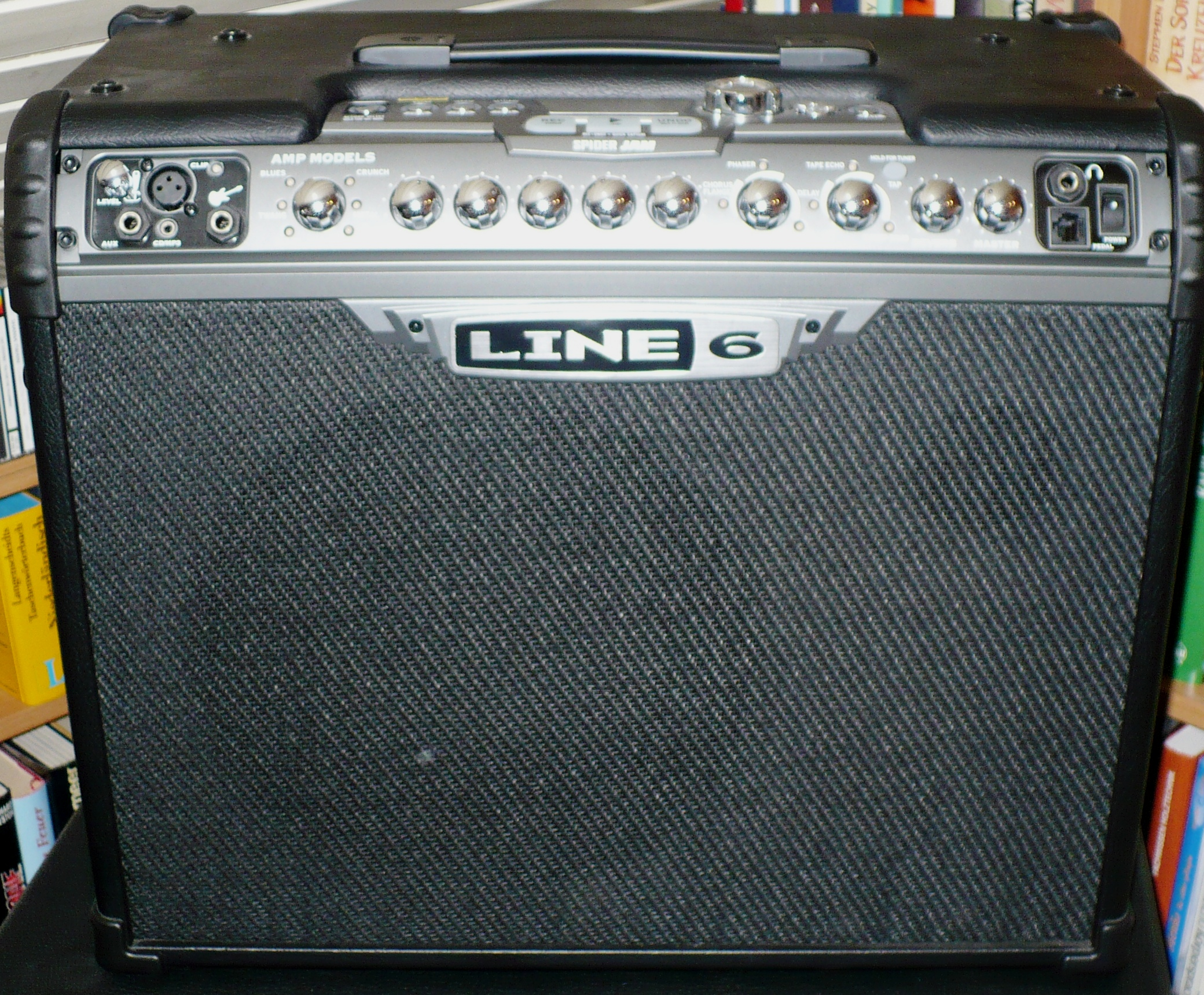
De Line 6 Spider Jam is een gitaarversterker van Line 6

Line 6 is een bedrijf dat opgericht is in 1996 door Marcus Ryle en Michel Doidic. Het bedrijf is gevestigd in Agoura Hills, Californië. Line 6 is gespecialiseerd in de ontwikkeling van gitaren, gitaar-en-basversterkers en effectpedalen die de klank nabootsen van bekende modellen, al hebben ze ook hun eigen klanken ontwikkeld. Sinds december 2013 is Line 6 eigendom van Yamaha Corporation. Zowel in digitale amp-modeling techniek (versterker karakters nabootsen) en effect-modeling als in guitar-modeling techniek (gitaar karakters nabootsen) was Line 6 het eerste bedrijf dat producten op de markt bracht.
De eerste versterker van Line 6 was de AxSys 212. Een tweede lijn versterkers de Flextone-serie werd het eerste populaire product van Line 6. De echte doorbraak van Line 6 was in 1999 door het succes van hun Line 6 POD, dit was een niervormig apparaatje waarmee verschillende bekende effectpedalen, versterkers en luidsprekers konden worden nagebootst. De POD en de POD 2.0 waren ontworpen rond de processors en software van de Flextone en Flextone II series. In de loop der jaren kwamen er enkele nieuwe versies op de markt, zoals de PODxt, PODxt Live en Pro, en de PODx3, PODx3 Live en Pro. De in 1999 geïntroduceerde 4 lijn zette de standaard voor een nieuw type effectpedalen dat gebruik maakt van digital modeling. De DL-4, het delaypedaal uit die serie werd zo’n groot succes dat deze tot zeker 2021 in productie bleef en in 2022 werd opgevolgd door de DL4-mkII. Met de krachtiger Line 6 Vetta versterker richtte het bedrijf zich vanaf 2001 op de semiprofessionele gitarist die een groot scala aan versterkerklanken en effecten wenst. De POD XT zou de technieken uit de Vetta in podformaat beschikbaar maken. De Spider-versterkerserie werd juist geïntroduceerd als een uitgeklede versie van de Flextone met slechts enkele versterkermodellen en effecten en werd een van de populairste series instapmodellen.
Een ander noemenswaardig product van Line 6 is de Variax-gitaar; met deze gitaar is het mogelijk verschillende bekende gitaren na te bootsen, zoals verschillende Fenders en Gibsons, en zelfs een banjo. In 2006 bracht het bedrijf ook Variax-versies uit van basgitaren.
In de loop van jaren 2010 verloor Line 6 veel marktaandeel. De modelingprocessirs van Kemper en  Fractal Audio werden de standaard voor processors die de POD-HD-lijn overklasten. Boss kwam met hun populaire Katana-versterkers die veel marktaandeel van Line 6’ Spider-lijn afsnoepte. Op het gebied van multi-effecten kwam Line 6’ antwoord met hun Helix die zich goed naast de concurrentie handhaaft. In 2022 introduceerde Line 6 de Catalyst-versterkerserie die aandeel van Boss moet terugwinnen.

## Producten

#### Versterkers
- AxSys
- Lowdown (basversterkers)
- Firehawk 1500
- Flextone
- Flextone II
- Flextone III
- Hd 147
- Vetta
- Spider
- Spider II
- Spider III
- Spider IV
- Spider V
- Spider V Mk2
- Spider Jam
- Spider Valve MkII
- Micro Spider
- Catalyst

#### Effectpedalen
- 4-serie
  - DL4 - delay modelling
    - DL4-mkII

  - DM4 - distortion modelling
  - MM4 - modulatie modelling
  - FM4 - filter modelling
  - JM4 - looper pedal
- Tone Core serie
  - Echopark - delay
  - Uber Metal - distortion
  - Verbzilla - reverb
  - Space Chorus - chorus
  - Roto-machine - leslie simulator
  - Liqua Flange - flanger
  - Otto Filter - auto-wah
  - Dr Distorto - distortion
- M-serie multi effecten
  - M13
  - M9
  - M5
- POD-pedalen
  - Floor POD
  - Floor POD pro
  - POD XT Live
  - POD X3 Live
  - HD500X
  - HD400
  - HD300
  - HD100
- Amplifi FX100
- Firehawk FX HD
- Helix - multi-effect en versterker modelling floorboard
- Helix LT - multi-effect en versterker modelling floorboard
- HX-stomp - multi effect

#### Andere
- Relay G30
- Relay G50
- Relay G90
- TonePort
- POD
- Variax
- Powercab 112 - actieve speakerkast (cabinet)